# Калининский район (Саратовская область)
Калининский район — административно-территориальная единица (район) и муниципальное образование (муниципальный район) в Саратовской области России.
Административный центр — город Калининск.

## География
Район расположен на юге Правобережья, на западных отрогах приволжской возвышенности в бассейне реки Медведицы.
Протяжённость автодорог общего пользования с твёрдым покрытием — 394,7 км.

## История
Район образован 23 июля 1928 года под названием Баландинский в составе Саратовского округа Нижне-Волжского края.
С 1934 года район — в составе Саратовского края, с 1936 года — в Саратовской области.
30 сентября 1958 года в состав района вошла часть территории упразднённого Казачкинского района.
19 мая 1960 года в состав района включена территория упразднённого Свердловского района и часть территории упразднённого Ново-Покровского района.
В 1962 году посёлок Баланда преобразован в город Калининск, а район переименован в Калининский.

## Население
| 1989    | 2002    | 2009    | 2010    | 2011    | 2012    | 2013    |
| ------- | ------- | ------- | ------- | ------- | ------- | ------- |
| 39 603  | ↗39 732 | ↘38 234 | ↘33 302 | ↘33 214 | ↘32 854 | ↘32 402 |
| 2014    | 2015    | 2016    | 2017    | 2018    | 2019    | 2020    |
| ↘31 984 | ↘31 645 | ↘31 271 | ↘30 964 | ↘30 502 | ↘29 959 | ↘29 535 |
| 2021    |         |         |         |         |         |         |
| ↘27 973 |         |         |         |         |         |         |

### Урбанизация
В городских условиях (город Калининск) проживают  53,44 % населения района.

### Национальный состав
По данным переписи населения 1939 года: русские — 68,2 % или 22 726 чел., украинцы — 30 % или 9980 чел..
Национальный состав по переписи населения 2010 года:
Русские — 28 223 чел.
Украинцы — 1670 чел.
Армяне — 518 чел.
Татары — 293 чел.
Казахи — 269 чел.
Чеченцы — 230 чел.
Другие — 1615 чел.

## Муниципально-территориальное устройство
В Калининский муниципальный район входят 11 муниципальных образований, в том числе 1 городское поселение и 10 сельских поселений:
| №        | Муниципальное образование                    | Административный центр  | Количество населённых пунктов | Население | Площадь, км2 |
| -------- | -------------------------------------------- | ----------------------- | ----------------------------- | --------- | ------------ |
| 1e-06    | Городское поселение:                         |                         |                               |           |              |
| 1        | муниципальное образование город Калининск    | город Калининск         | 1                             | ↘14 949   | 23,57        |
| 1.000002 | Сельские поселения:                          |                         |                               |           |              |
| 2        | Ахтубинское муниципальное образование        | село Ахтуба             | 14                            | ↘1674     | 430,78       |
| 3        | Казачкинское муниципальное образование       | село Казачка            | 5                             | ↘1797     | 428,19       |
| 4        | Колокольцовское муниципальное образование    | село Колокольцовка      | 1                             | ↘876      | 216,01       |
| 5        | Малоекатериновское муниципальное образование | село Малая Екатериновка | 4                             | ↘1095     | 353,34       |
| 6        | Озёрское муниципальное образование           | село Озерки             | 6                             | ↘1440     | 302,37       |
| 7        | Свердловское муниципальное образование       | село Свердлово          | 6                             | ↘961      | 278,02       |
| 8        | Сергиевское муниципальное образование        | село Сергиевка          | 3                             | ↘1250     | 291,45       |
| 9        | Симоновское муниципальное образование        | село Симоновка          | 10                            | ↘2197     | 431,64       |
| 10       | Таловское муниципальное образование          | село Таловка            | 8                             | ↘952      | 278,67       |
| 11       | Широкоуступское муниципальное образование    | село Широкий Уступ      | 5                             | ↘782      | 224,06       |

В рамках организации местного самоуправления в 2005 году в новообразованном муниципальном районе были созданы 1 городское и 12 сельских поселений. В 2013 году из них были упразднены следующие муниципальные образования: Новоивановское (включено в Симоновское) и Александровское (включено в Ахтубинское)..

## Населённые пункты
В Калининском районе 63 населённых пункта, в том числе 62 сельских и 1 город.
| №  | Населённый пункт   | Тип     | Население | Муниципальное образование |
| -- | ------------------ | ------- | --------- | ------------------------- |
| 1  | Александровка 3-я  | село    | ↘689      | Ахтубинское               |
| 2  | Алексеевка         | деревня | 0         | Симоновское               |
| 3  | Алексеевский       | посёлок | 2         | Ахтубинское               |
| 4  | Анастасьино        | село    | ↘515      | Широкоуступское           |
| 5  | Ахтуба             | село    | ↘639      | Ахтубинское               |
| 6  | Белые Ключи        | село    | ↘84       | Ахтубинское               |
| 7  | Березовый          | хутор   | 21        | Таловское                 |
| 8  | Богатовка          | деревня | ↘99       | Ахтубинское               |
| 9  | Большая Ольшанка   | село    | ↘543      | Малоекатериновское        |
| 10 | Большие Турки      | деревня | 0         | Таловское                 |
| 11 | Варварина Гайка    | деревня | 35        | Симоновское               |
| 12 | Васильевский       | посёлок | ↘104      | Озёрское                  |
| 13 | Владыкино          | село    | 36        | Свердловское              |
| 14 | Дубравный          | посёлок | ↘153      | Симоновское               |
| 15 | Екатериновский     | посёлок | 42        | Ахтубинское               |
| 16 | Казачка            | село    | ↘1709     | Казачкинское              |
| 17 | Калининск          | город   | ↘14 949   | город Калининск           |
| 18 | Каменный           | посёлок | ↘103      | Казачкинское              |
| 19 | Ким                | посёлок | ↘121      | Ахтубинское               |
| 20 | Кленовые Вершины   | деревня | 0         | Свердловское              |
| 21 | Кологреевка        | деревня | ↘156      | Симоновское               |
| 22 | Колокольцовка      | село    | ↘876      | Колокольцовское           |
| 23 | Кочетов            | посёлок | 46        | Широкоуступское           |
| 24 | Красноармейское    | село    | ↘281      | Свердловское              |
| 25 | Круглый            | хутор   | ↘172      | Малоекатериновское        |
| 26 | Крутец             | посёлок | 0         | Ахтубинское               |
| 27 | Лебедка            | село    | ↘94       | Озёрское                  |
| 28 | Малая Екатериновка | село    | ↘516      | Малоекатериновское        |
| 29 | Михайловка         | село    | ↘309      | Таловское                 |
| 30 | Монастырское       | село    | ↘303      | Симоновское               |
| 31 | Нижегороды         | село    | ↗258      | Озёрское                  |
| 32 | Николаевка         | деревня | ↘101      | Таловское                 |
| 33 | Николаевка         | деревня | ↘71       | Таловское                 |
| 34 | Новая Ивановка     | село    | ↘492      | Симоновское               |
| 35 | Новоалександровка  | деревня | ↘73       | Свердловское              |
| 36 | Новотепловка       | деревня | ↘137      | Сергиевское               |
| 37 | Новые Выселки      | село    | ↘682      | Сергиевское               |
| 38 | Озерки             | село    | ↘688      | Озёрское                  |
| 39 | Орловка            | село    | ↘280      | Таловское                 |
| 40 | Панцыровка         | деревня | ↘78       | Симоновское               |
| 41 | Первомайское       | село    | ↘522      | Симоновское               |
| 42 | Песчаный           | посёлок | ↘214      | Озёрское                  |
| 43 | Радушинка          | село    | ↘124      | Ахтубинское               |
| 44 | Роднички           | посёлок | 3         | Казачкинское              |
| 45 | Салтыково          | село    | ↘239      | Симоновское               |
| 46 | Свердлово          | село    | ↘552      | Свердловское              |
| 47 | Сергиевка          | село    | ↘687      | Сергиевское               |
| 48 | Симоновка          | село    | ↘710      | Симоновское               |
| 49 | Славновка          | село    | ↘293      | Ахтубинское               |
| 50 | Совино             | посёлок | 21        | Ахтубинское               |
| 51 | Согласный          | посёлок | ↘128      | Озёрское                  |
| 52 | Софьинка           | посёлок | 8         | Широкоуступское           |
| 53 | Старая Ивановка    | село    | 6         | Широкоуступское           |
| 54 | Степное            | посёлок | ↘500      | Казачкинское              |
| 55 | Таловка            | село    | ↘392      | Таловское                 |
| 56 | Федоровка          | село    | ↗176      | Малоекатериновское        |
| 57 | Чихачевка          | деревня | 6         | Казачкинское              |
| 58 | Шалинка            | деревня | 64        | Ахтубинское               |
| 59 | Широкий Уступ      | село    | ↘601      | Широкоуступское           |
| 60 | Шклово             | село    | ↘360      | Свердловское              |
| 61 | Шубинка            | деревня | 17        | Ахтубинское               |
| 62 | Шумаковка          | деревня | ↘115      | Таловское                 |
| 63 | Яснополянское      | село    | 74        | Ахтубинское               |

Упразднённые населённые пункты:
- 2003 год — деревни Анно-Успенка, Весёлый, Новогривки Казачкинского округа, деревня Биркаловка Александровского округа, деревня Липовка Сергиевского округа[27].

## Экономика
Сельское хозяйство специализируется на производстве зерна, подсолнечника, продукции животноводства, птицеводства. Основные заводы: пивоваренный.
В районе работают спортивная, художественная и 1 музыкальные школы. Имеются 8 народных коллективов художественного творчества.

## Достопримечательности
Памятники природы регионального значения:
ООПТ Карьер Первомайское (Безобразовка), в 1 км к северо-востоку от с. Первомайское. В карьере вскрыт наиболее полный разрез сеноманских отложений в правобережной части Поволжья. Здесь найдено и определено более 50 видов ископаемых форм: двустворчатые и лопатоногие моллюски, аммониты, ростры белемнитов, скелеты губок, химеровые и костистые рыбы, зубы акул, зубы и кости позвоночных. Большинство фоссильных остатков приурочено к фосфоритовым горизонтам.
Рефугиум гигрофитов в долине р. Баланда, в 1 км от северо-западной окраины г. Калининска. Создан для сохранения обширного мокрого луга, переходящего в травяное низинное болото на верхней пойме р. Баланда. Болото не пересыхает в самые жаркие и засушливые годы. Весьма редкий природный комплекс для типичной степи Саратовского Правобережья. Убежище для многих гигрофитов. 
Недалеко от трассы на Воронеж находится Песчанский санаторий: парк с хвойными и лиственными деревьями, местная минеральная вода, кумыс и микроклимат, благоприятный для лечения органов дыхания.